# 安徽人民出版社
安徽人民出版社是位于安徽省合肥市的一家综合性出版社，成立于1952年9月，ISBN代码为978-7-212。由安徽出版集团有限责任公司主管、主办，是首批“全国百佳图书出版单位”。

## 获奖作品[2]
- 《中国精神读本》获中宣部首届优秀通俗理论读物推荐图书
- 《徽州文化全书》（20册）获第一届中国出版政府奖图书奖提名奖
- 《“一号文件”与中国农村改革》获第三届“三个一百”原创出版工程奖
- 《灾后心理自助手册》获第二届中华优秀出版物奖特别奖
- 《人本型结构论——中国经济结构转型新思维》获第六届中华优秀出版物奖提名奖